# 알리시아 비칸데르
알리시아 아만다 비칸데르(스웨덴어: Alicia Amanda Vikander, 1988년 10월 3일 ~ )는 스웨덴의 배우이자 전직 발레리나이다. 예테보리에서 태어나고 자란 그녀는 예테보리 오페라의 소규모 무대 기관에서 어린 시절부터 활동하기 시작했으며, 스톡홀름의 스웨덴 왕립 발레 학교와 뉴욕의 아메리칸 발레 스쿨에서 발레리나로 훈련 받았다.
그녀는 스웨덴의 단편 영화와 TV 시리즈에 출연하여 전문 연기 경력을 시작했으며, TV 드라마 《Andra Avenyn》(2008-10)으로 북유럽에서 처음으로 인정을 받았다. 비칸데르는 장편 영화 데뷔작 《퓨어》 (2010)로 굴드바게상 여우주연상과 베를린 국제 영화제 슈팅스타상을 수상하였다. 그녀는 조 라이트 감독의 동명의 소설을 각색한 2012년 영화 《안나 카레니나》에서 키티 역할과 덴마크 영화 《로얄 어페어》에서 캐롤라인 마틸다 역할을 연기해 널리 주목을 받았으며, 영국 아카데미 영화상(BAFTA) 라이징 스타상 후보에 올랐다. 그녀는 2013년 스웨덴 드라마 영화 《호텔》과 같은 해에 줄리언 어산지를 다룬 전기 영화 《제5계급》에 출연했다.
2014년과 2015년에 비칸데르는 그녀의 역할의 연기에 대한 전 세계적으로 큰 명성 얻으며 찬사를 받았다. 베라 브리튼의 《청춘의 증언》과 인간형 로봇을 다룬 영화 《엑스 마키나》로 골든 글로브상과 영국 아카데미상(BAFTA) 여우조연상 후보에 올랐으며, 《대니쉬 걸》에서 게르다 바그너 역할으로 미국 아카데미상, 크리틱스 초이스 영화상, 미국 배우 조합상 여우조연상을 수상하였으며, 골든 글로브상과 영국 아카데미 영화상(BAFTA) 여우조연상 등 여러상에 수상과 후보로 올랐다.

## 성장 과정
비칸데르는 스웨덴의 베스트라예탈란드주, 예테보리,에서 연극 배우 마리아 팔 비칸데르와 정신과 의사 스반테 비칸데르 사이에서 태어났다. 그녀의 부모는 각각 스웨덴 북쪽과 남쪽의 작은 마을 출신이다. 비칸데루가 생후 두 달이 되었을 때 그들은 이혼했고, 그녀는 대부분을 홀로 사는 어머니에게 양육되었다. 비칸데르의 아버지가 재혼하며 그녀에게는 다섯 명의 이복형제들이 있다. 비칸데르는 양쪽의 모두 좋은 환경에서 잘 자랐다고 말하며, 그녀는 어머니에게 유일한 아이였으며, 매주 두 번째 주마다 아버지 집에 갔을 때 큰 가족으로 둘러싸여 있었다고 말했다. 그녀의 조상은 스웨덴인과 쿼터의 핀란드인이다.
비칸데르는 《맘마 미아!》를 만든 ABBA의 일원 비에른과 베뉘가 쓰고 에테보리 오페라에서 제작한 《Kristina från Duvemåla》을 시작으로 만 7세의 나이에 배우로 경력을 시작하였고, 그녀는 연극에서 3년 반 동안 공연했다. 그녀는 《사운드 오브 뮤직》과 《레 미제라블》 같은 오페라에서 여러 뮤지컬에 출연했다. 1997년 그녀는 TV4 어린이 노래 쇼 《Småstjärnorna》에 참여하여 헬렌 셰홀름의 노래 "Du måste finnas"를 불렀다. 비칸데르는 무대에서 그녀의 뛰어난 실력으로 심사위원들의 찬사를 받으며 우승을 차치하였다.
비칸데르는 Svenska Balettskolan i Göteborg(1998-2004)에서 9세 때부터 발레를 훈련 받았다. 만 15세 때, 비칸데르는 예테보리에서 스톡홀름에 위치한 발레의 상급 학교로 전학했다. 그녀는 홀로 독립해 살았고, 전문적인 수석 무용수가 되기 위해 일했다. 그녀는 여름 방학 동안 전 세계를 여행하면서 뉴욕 시의 스쿨오브아메리칸발레학교에서 훈련을 받았다.
만 16살 때, 그녀는 토마스 알프레드손 감독과 함께 작업 한 TV 시리즈로 연기를 향한 열정을 느끼면서 학교를 그만 두었다. 그녀의 발레 경력은 10대 후반에 생긴 부상으로 인해 중단되었다. 그녀는 드라마 스쿨에 진학하기 위해 오디션 봤지만 두 번을 떨어졌다. 한때, 비칸데르는 법학전문대학원에 입학했으나, 그 다음의 그녀의 꿈인 배우가 되기 위해 다니지 않았다.

## 경력

### 초기 경력
비칸데르는 스웨덴 현지의 여러 단편 영화 및 TV 프로그램에 출연하여 그녀의 연기 경력을 시작했다. 그녀는 스웨덴의 인기 TV 드라마 《Andra Avenyn》(2008-2010)로 유명해졌다.

### 2010-14

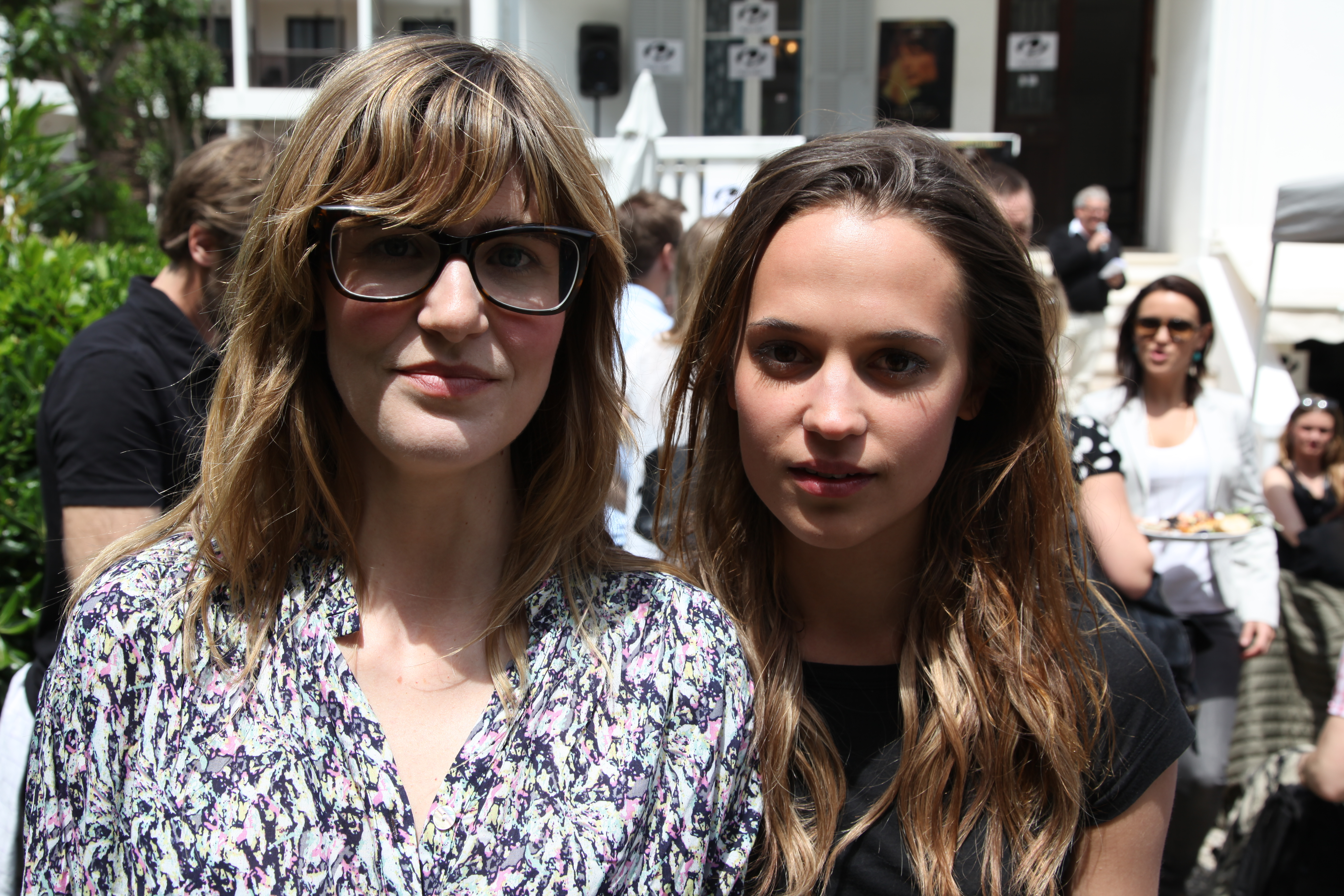
2012년 칸 국제 영화제에서 비칸데르와 리자 랑세트 감독

비칸데르는 스웨덴 영화 《퓨어》(2010)에서 주연 카타리나 역을 맡아 장편 데뷔작으로 큰 호평을 받았다. 이 영화는 곤경에 처한 비서 카타리나를 중심으로 그녀의 삶을 피하려고 필사적으로 노력하고 있다. 이 역할로 비칸데르는 2010년 스톡홀름 국제 영화제에서 라이징 스타상을 수상했으며, 베를린 국제 영화제에서 슈팅 스타상 수상과 권위있는 굴드바게상 여우주연상을 수상했다. 2011년 그녀는 《소중한 유산》에서 살인 미수 혐의로 체포 된 프라간시아 페르난데스 역을 맡았다. 2012년에, 비칸데르는 키이라 나이틀리 주연의 영국 영화 《안나 카레니나》에서 핵심적인 키티 역할으로 국제적인 관심을 받았다. 이 영화는 2012년 토론토 국제 영화제에서 초연 되어 긍정적인 평가를 받았다.
그 해에, 그녀는 캐롤라인 마틸다 여왕 역할을 연기한 니콜라이 아르셀 감독의 장편 영화 《로얄 어페어》에서 덴마크어로 연기하였다. 제62회 베를린 국제 영화제에서 초연 되어 비평가의 절찬을 받았다. 이 영화는 이후 제85회 미국 아카데미상에서 최우수 외국어 영화상 후보로 올랐다.
비칸데르는 2012년 제20회 햄튼 국제 영화제에서 10명의 주목받는 배우 중 한 명으로 선정되었고, 2013년 영국 아카데미 영화상(BAFTA) 라이징 스타상 후보에 올랐으며, 2013년 엘르 스타일 어워드에서 에디터스 초이스상을 수상했다.
2013년, 그녀는 독일인의 해적당 멤버 안케 돔샤이트-베르크 역을 맡은 영화 《제5계급》에서 주연을 맡았다. 이 영화는 2013년 9월 5일 토론론 국제 영화제에서 초연 되었다. 이 영화는 혼합 된 비판적인 반응을 얻었지만, 그러나 일부 비평가들은 영화에서의 그녀의 연기를 칭찬했다. 그녀는 또한 스웨덴 영화 《호텔》에서 주인공 에리카 역할을 연기했으며, 마라케시 국제 영화제에서 심사위원 마틴 스코세이지 감독으로부터 여우주연상을 수상했다. 2014년에 그녀는 호주 범죄 스릴러 영화 《나쁜 녀석들》에 출연했다. 이 영화는 2014년 10월 16일 호주에서 개봉되었으며 엇갈리는 혼합 된 평가를 받았지만, 그러나 비칸데르는 그녀의 연기에 찬사를 받았다.

### 2015-현재
2015년, 비칸데르는 8편의 영화에서 중요한 역할을 했다. 그녀는 톰 후퍼 감독의 영화 《대니쉬 걸》에서 화가 게르다 바그너 역할의 연기에 대한 비평가들의 칭찬을 받았으며, 미국 아카데미상을 수상한 두 번째의 스웨덴 출신의 여배우가 되었다. 이외에도 미국 배우 조합상 영화부문 여우조연상, 크리틱스 초이스 영화상 여우조연상을 수상하였고, 골든 글로브상 영화 드라마 부문 여우주연상과 영국 아카데미 영화상(BAFTA) 여우주연상 후보에 올랐지만 두 시상식 모두 《룸》의 브리 라슨에게 수상의 영광이 돌아갔다.
그녀는 앨릭스 갈랜드의 감독 데뷔작 《엑스 마키나》에서 인공 지능의 에바 역할으로 대중의 인정과 비평을 받아, 그녀는 골든 글로브상 영화부문 여우조연상과 영국 아카데미 영화상(BAFTA) 여우조연상 후보에 올랐다.
그녀는 평화 주의자의 주연 베라 브리튼의 역을 맡은 영화 《청춘의 증언》에서 킷 해링턴과 에밀리 왓슨의 상대역으로 출연했다. 영화가 개봉된 이후에 비평가들은 비카데르의 연기에 대한 특별한 찬사를 보냈다. 브리튼을 연기한 비칸데르는 영국 독립 영화상(BIFA) 여우주연상에 후보로 올랐다. 그녀는 또한 판타지 영화 《7번째 아들》(2015)에서 하프-인간 /하프-마녀 앨리스 딘 역할을 맡았고, 스웨덴의 다큐멘터리 《그녀, 잉그리드 버그만》(2015)에 내레이션을 했으며, MGM의 1964년 동명의 텔레비전 시리즈를 기반으로 한 가이 리치 감독의 액션 영화 《맨 프롬 UNCLE》(2015)에서 히로인 게이비 텔러 역할을 연기했고, 영화 《더 셰프》(2015)에 출연했다.
2016년 5월 6일 비칸데르가 그녀의 에이전트 찰스 콜리아와 함께 'Vikarious'라는 제작사를 설립했다고 발표했다. 이 회사의 첫 영화인 《유포리아》는 스웨덴의 B-릴 필름 제작사가 참여하고 2016년 8월 초 독일 알프스에서 촬영을 시작했다. 이 영화는 스웨덴의 작가 겸 감독 리사 랑세트의 영어판 감독 데뷔작이며 랑세트와 비칸데르의 세 번째 공동 작업이다. 비칸데르는 유럽으로 향하는 미스테리의 목적지로 여행하며 갈등하는 자매로 에바 그린과 샬럿 램플링이 상대역으로 출연했다.
2016년, 비칸데르는 폴 그린그래스 감독의 《제이슨 본》에서 맷 데이먼의 상대역으로 출연했다. 영화는 2016년 7월 29일 유니버셜 픽처스 배급으로 개봉되었다. 비칸데르는 동명의 소설을 각색한 데릭 시언프랜스 감독의 《파도가 지나간 자리》(2016)에서 마이클 패스벤더와 레이첼 와이즈와 공연했다. 이 영화는 2016년 9월 9일 터치스톤 픽처스 배급으로 미국에서 개봉되었다.

## 개인 생활
비칸데르는 런던에서 살고 있다. 2014년 말부터 12살 연상의 배우 마이클 패스벤더와 데이트 하였고, 뉴질랜드에서 촬영 된 영화 《파도가 지나간 자리》로 처음 만났다. 그들은 2017년 10월 14일, 스페인의 이비사섬에서 비밀리에 결혼식을 올렸다. 2017년 현재 이 부부는 포르투갈의 리스본에서 거주하고 있다.

## 출연 작품

### 영화
| 연도 | 제목                                                   | 역할                       | 비고            |
| ---- | ------------------------------------------------------ | -------------------------- | --------------- |
| 2006 | Standing Outside Doors                                 | 알리시아                   | 단편 영화       |
| 2007 | 어두운 진실 Darkness of Truth                          | 산드라 스벤손              | 단편 영화       |
| 2007 | 비 The Rain                                            | 댄서                       | 단편 영화       |
| 2008 | 내 이름은 사랑 My Name is Love                         | 프레드리카                 | 단편 영화       |
| 2009 | 수잔의 갈망 Susans längtan                             | 아파트의 소녀              | 단편 영화       |
| 2010 | 퓨어 Pure                                              | 카타리나                   |                 |
| 2011 | 암캐 게임 Jeu de chiennes                              | 스웨덴 소녀                | 단편 영화       |
| 2011 | 소중한 유산 The Crown Jewels                           | 프라간시아 페르난데스      |                 |
| 2012 | 로얄 어페어 A Royal Affair                             | 캐롤라인 마틸다            |                 |
| 2012 | 안나 카레니나 Anna Karenina                            | 키티                       |                 |
| 2013 | 호텔 Hotell                                            | 에리카                     |                 |
| 2013 | 제5계급 The Fifth Estate                               | 안케 돔샤이트-베르크       |                 |
| 2014 | 청춘의 증언 Testament of Youth                         | 베라 브리튼                |                 |
| 2014 | 나쁜 녀석들 Son of a Gun                               | 타샤                       |                 |
| 2014 | 7번째 아들 Seventh Son                                 | 앨리스 딘                  |                 |
| 2015 | 엑스 마키나 Ex Machina                                 | 에바                       |                 |
| 2015 | 그녀, 잉그리드 버그만 Ingrid Bergman: In Her Own Words | 내레이션                   | 다큐멘터리      |
| 2015 | The Magic Diner                                        | 자신                       | 다큐멘터리      |
| 2015 | 맨 프롬 UNCLE The Man from U.N.C.L.E.                  | 게이비 텔러                |                 |
| 2015 | 더 셰프 Burnt                                          | 앤 마리                    |                 |
| 2015 | 대니쉬 걸 The Danish Girl                              | 게르다 베게너              |                 |
| 2016 | 제이슨 본 Jason Bourne                                 | 헤더 리                    |                 |
| 2016 | 파도가 지나간 자리 The Light Between Oceans            | 이저벨 셔본                |                 |
| 2017 | 튤립 피버 Tulip Fever                                  | 소피아                     |                 |
| 2017 | 버드 라이크 어스 Birds Like Us                         | 위퓌 (더빙)                | 애니메이션 영화 |
| 2017 | 서브머전스 Submergence                                 | 다니엘 플린더스            |                 |
| 2017 | 유포리아 Euphoria                                      | 이네스                     |                 |
| 2017 | 겨울왕국의 무민 Moomins and the Winter Wonderland      | 리틀 마이 / 쏘리-oo (더빙) | 애니메이션 영화 |
| 2018 | 툼 레이더 Tomb Raider                                  | 라라 크로포트              |                 |
| 2019 | 지진새 Earthquake Bird                                 | 루시 플라이                |                 |
| 2020 | 글로리아의 여정 The Glorias                            | 젊은 글로리아 스타이넘     |                 |
| 2021 | 그린 나이트 Green Knight                               | 에셀                       |                 |
| 2021 | 푸른 호수 Blue Bayou                                   | 캐시 르블랑                |                 |
| 2021 | 베켓 Beckett                                           | 에이프럴                   |                 |
| 2023 | 파이어브랜드 Firebrand                                 | 캐서린 파                  |                 |
| 2024 | 뜬소문 Rumours                                         |                            |                 |
| 미정 | 호프 HOPE                                              |                            |                 |

### 텔레비전
| 년도    | 제목                | 역할                    | 비고                                         |
| ------- | ------------------- | ----------------------- | -------------------------------------------- |
| 2002    | Min balsamerade mor | Ebba Du Rietz           | TV 영화                                      |
| 2005    | En decemberdrom     | 토니                    | 3 에피소드                                   |
| 2007    | Levande foda        | 린다                    | 미니시리즈                                   |
| 2007–08 | Andra Avenyn        | Jossan Tegebrandt Bjorn | 39 에피소드 영어판 제목은 Second Avenue이다. |
| 2008    | Hook                | 카타리나                | 2 에피소드                                   |
| 2022    | 이마 베프 Irma Vep  | 미라                    | 미니시리즈                                   |